# Batalla de Zaragoza
La batalla de Zaragoza o batalla del monte Torrero se libró el 20 de agosto de 1710 en el marco de la Guerra de Sucesión Española.

## Antecedentes
Las tropas leales al Rey Felipe V que habían sido derrotadas en la batalla de Almenar el 27 de julio de 1710 abandonaron lo que hoy se conoce como Cataluña y la capital de Aragón. Su comandante, el marqués de Bay, hizo acampar a sus 20 000 hombres entre el río Ebro y el monte Torrero.
Su contrincante, el ejército aliado, contaba con unos 23.000 hombres, al mando del príncipe austriaco Starhemberg.
El 15 de agosto, las fuerzas leales a Felipe V rechazaron un ataque de la caballería enemiga, al que siguieron numerosas escaramuzas durante cinco días consecutivos. El ejército aliado a su vez atravesó sin problemas el Ebro el 19 de agosto y se desplegó en orden de batalla durante la noche.

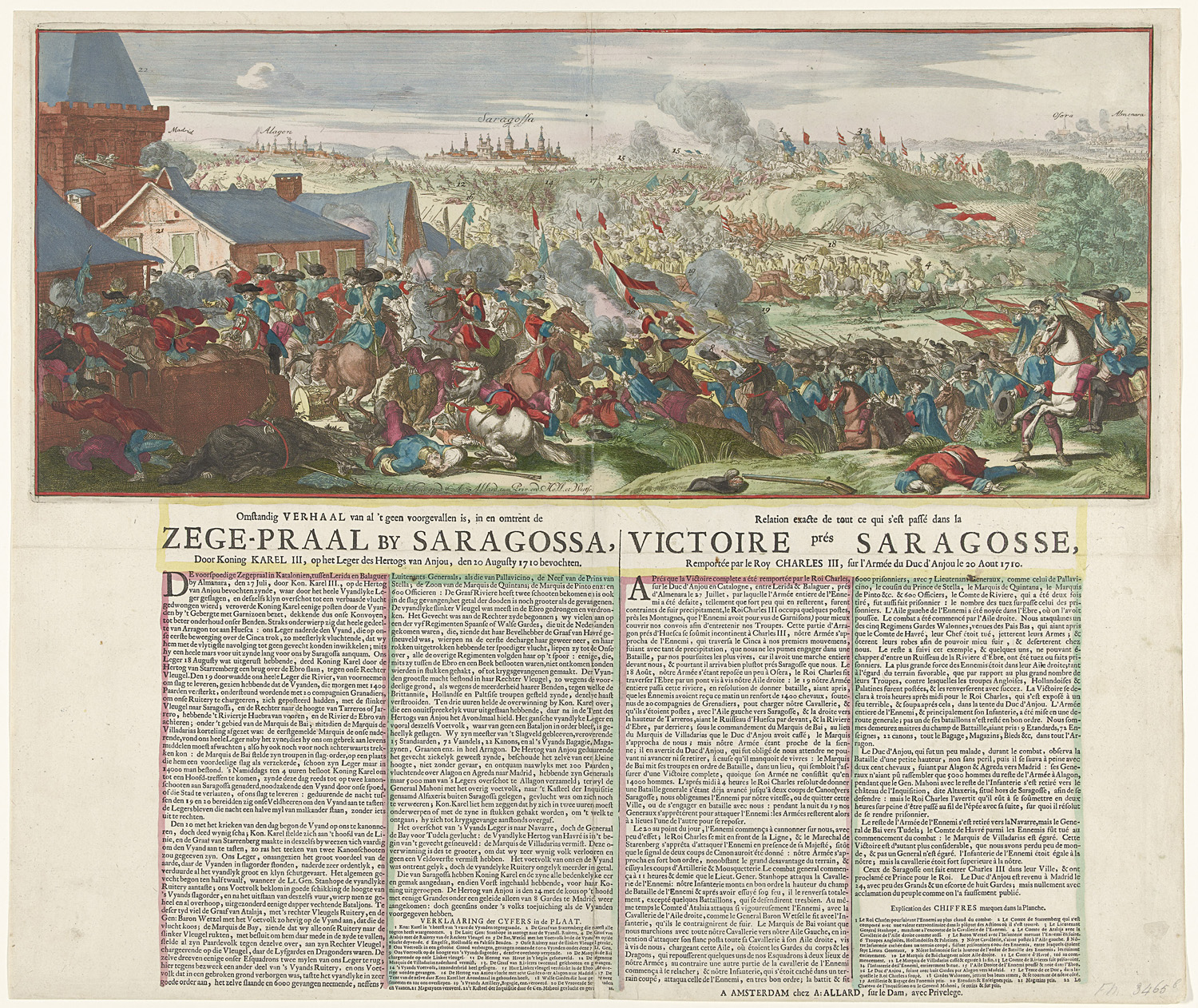
Victoria de las tropas aliadas del archiduque Carlos sobre los franceses cerca de Zaragoza. Aguafuerte coloreado impreso en Ámsterdam por Abraham Allard. Al pie, descripción de la batalla a cuatro columnas en neerlandés y francés. Ámsterdam, Rijksmuseum. La estampa reutiliza una plancha de Romeyn de Hooghe de 1690 dedicada la victoria de Guillermo III de Orange sobre Jacobo II de Inglaterra.

## La batalla
El ala izquierda de los aliados estaba formada por regimientos aragoneses-valenciano-catalanes y holandeses al mando del Conde de Atalaya, en tanto que el ala derecha estaba constituida por un cuerpo expedicionario anglo-austriaco a las órdenes de James Stanhope. El centro del ejército lo componían tropas alemanas mandadas por el propio Guido von Starhemberg. 
El 20 de agosto de 1710 a las 8 de la mañana comenzó un duelo de artillería que duró hasta el mediodía. Los combates de la tarde fueron una réplica de los de la batalla de Almenar: la caballería castellana atacó con bravura y estaba a punto de abrir una brecha cuando las tropas anglo-austriacas contraatacaron y pusieron en desbandada al enemigo, causándole 3.000 muertos y más de 4.000 prisioneros. Con la ayuda de un molinero del lugar, Felipe V logró escapar de la captura disfrazado de soldado raso.[cita requerida]

## Consecuencias
El 21 de agosto de 1710, el Archiduque entraba en Zaragoza y reconquistaba el reino de Aragón. El Ejército Real español estaba aniquilado y el camino a Madrid abierto para el pretendiente de los Habsburgo. Felipe V abandonó Madrid el 9 de septiembre y se refugió en Valladolid.
La entrada en Madrid del Archiduque Carlos el 28 de septiembre no tuvo nada de triunfal por la hostilidad de la población. Entonces fue cuando hizo su famoso comentario: «Esta ciudad es un desierto». Durante el invierno siguiente se vio obligado a salir finalmente de Madrid para enfrentarse a la contraofensiva francesa, la cual le reportó la primera derrota en Brihuega, siendo después vencido definitivamente en la batalla de Villaviciosa.